# MEER-dorpen
De MEER-dorpen zijn vier kleine (deels voormalige) dorpen aan de oostkant van de stad Groningen:
- Middelbert, Engelbert, Euvelgunne en Roodehaan.

De MEERdorpen beslaan grofweg het grondgebied van de voormalige gemeente Noorddijk ten zuiden van het Eemskanaal.
Van de vier zijn Middelbert en Engelbert nog echt te herkennen als dorp. In totaal hebben de MEER-dorpen per 1 januari 2018 1.060 inwoners (bron CBS statline).
De dorpen liggen alle vier in het gebied waar de gemeente Groningen (aanvankelijk samen met de gemeente Slochteren) een grote nieuwe wijk aanlegt: Meerstad. De naam van die wijk is behalve een verwijzing naar het nieuwe meer dat er wordt aangelegd ook een verwijzing naar de vier dorpen.